# Телезио (Терамо)
Телезио (итал. Telesio) је насеље у Италији у округу Терамо, региону Абруцо.
Према процени из 2011. у насељу је живело 37 становника. Насеље се налази на надморској висини од 226 м.